# Festival international du film de Locarno
Le Festival international du film de Locarno (officiellement Locarno Film Festival en anglais) est un festival de cinéma consacré au cinéma d'auteur qui se déroule chaque été dans la ville suisse italienne de Locarno.
Le festival est reconnu par la Fédération internationale des associations des producteurs de films (FIAPF) dans la liste des treize « festivals compétitifs », à l'instar des festivals tels que le Festival de Cannes, la Mostra de Venise et la Berlinale.
Fondé en 1946, le Festival del film Locarno est l’un des plus anciens festivals de cinéma au monde. Créé dans le but de dénicher les nouvelles tendances, le festival de Locarno a souvent reconnu avant les autres le génie de jeunes réalisateurs qui, par la suite, se sont imposés comme les chefs de file de leurs générations. Parmi ceux-ci, Claude Chabrol, Stanley Kubrick, Paul Verhoeven, Miloš Forman, Raoul Ruiz, Alain Tanner, Mike Leigh, Béla Tarr, Chen Kaige, Edward Yang, Alexandre Sokourov, Atom Egoyan, Jim Jarmusch, Spike Lee, Gregg Araki, Abbas Kiarostami, Pedro Costa, Fatih Akın, Claire Denis, Kim Ki-duk ou encore Gus Van Sant.
Au-delà des sept salles de cinéma utilisées, la Piazza Grande (it) est une énorme place qui peut accueillir chaque soir jusqu’à 8 000 personnes. La récompense principale décernée par le jury est le Léopard d'or (Pardo d'oro).

## Historique
La première édition du Festival ouvre ses portes le 23 août 1946 avec la projection, dans le parc en pente du Grand Hôtel de Locarno, de O sole mio de Giacomo Gentilomo. Le festival a été organisé en moins de trois mois sur une idée notamment de Raimondo Rezzonico, pour pallier l'impossibilité de tenir le festival à Lugano à la suite du refus du peuple de cette ville de construire un amphithéâtre dédié. En effet, depuis 1941 avait lieu à Lugano une manifestation cinématographique inspirée de La Mostra de Venise active depuis 1932. Il y a quinze films au programme de cette première édition.
La première compétition officielle a lieu en 1949, puis régulièrement dès 1958. En 1951 et en 1956, le festival n’a pas lieu.
Dès 1968, les prix sont nommés « Léopard ». Avant cette date, les récompenses portaient diverses appellations comme « Voile d'Or ». En 1971, sur une idée de l'architecte Livio Vacchini, la Piazza Grande (it) devient le lieu principal des projections et donne une nouvelle impulsion au festival. En 2007, quatre salles, ainsi que la Piazza Grande, sont équipées pour la Haute Définition digitale (D-Cinema). Dix-sept films de la sélection 2007 sont diffusés en numérique.
La 73e édition, prévue en août 2020, est annulée en raison de la pandémie de Covid-19 ; à sa place se tient l'édition spéciale intitulée Locarno 2020 – Pour l'avenir des films. Elle est conçue pour accueillir les films et les spectateurs sur la grande place de la toile et dans les précieux cinémas locaux. Un public du monde entier avec qui découvrir les premières visions d'aujourd'hui, soutenir les films qui arriveront demain, et explorer des projets pour valoriser l'histoire du cinéma et du Festival.
La 74e édition du Locarno Film Festival a eu lieu du 4 au 14 août 2021. Plus de 75 000 personnes ont participé à cette édition, soit 50 % de moins par rapport à l'édition de 2019.

## Programme

### Concorso internazionale
C’est un concours à la fois ouvert d'esprit et exigeant, rassemblant une vingtaine de longs métrages en première mondiale ou internationale. Ces œuvres sont réalisées par des cinéastes reconnus tout comme par de jeunes talents émergents venus du monde entier dont le talent et la technique démontrent qu'ils sont prêts pour une compétition internationale de ce niveau. Un jury composé de personnalités du monde du cinéma est chargé de choisir parmi les œuvres sélectionnées (fictions ou documentaires) le vainqueur du prestigieux Pardo d'oro.

### Concorso Cineasti del presente
Sélection en première mondiale ou internationale consacrée exclusivement aux premières et deuxièmes œuvres de jeunes réalisateurs venant du monde entier. Une vingtaine d’œuvres (fictions ou documentaires) composent cette section et se disputent le Pardo d'oro Cineasti del Presente.

### Fuori concorso
Section hors-compétition, complétant les sections compétitives, et constituée d'une sélection d'œuvres récentes de cinéastes reconnus. La place est donnée aux formats atypiques tels les projets collectifs ou les collections de film.

### Piazza Grande(it)
Sélection de prestigieuses productions en première mondiale, internationale ou européenne, présentées par les réalisateurs et les acteurs dans un cadre unique qui réunit chaque soir jusqu’à 8 000 festivaliers dans l’un des plus beaux cinémas à ciel ouvert du monde.

### Rétrospective
Monographie historique, programme thématique ou intégral d’un grand cinéaste. Par le passé, des rétrospectives furent consacrées à Yasujirō Ozu, Allan Dwan, Orson Welles, Abbas Kiarostami, Aki Kaurismäki, Nanni Moretti, Ernst Lubitsch, Vincente Minnelli ou encore George Cukor, Leo McCarey.

### Pardi di domani
Dans le but de révéler de jeunes talents, cette compétition de courts et moyens métrages est destinée aux jeunes cinéastes n’ayant pas encore réalisé de longs métrages. La section Pardi di domani se divise en deux compétitions distinctes : une suisse et une internationale.

### Open Doors
Compétition mettant en lumière des projets de films issus de pays dont le cinéma est en voie de développement et permettant de leur trouver des partenaires de productions. Le pays choisis change chaque année. Lors des dernières éditions, les Open Doors furent entre autres consacrées à Cuba, au Maghreb, à l'Asie du Sud-Est ou encore, comme en 2011, à l'Inde.

### Moving Ahead
En hommage à Jonas Mekas, qui est décédé récemment, Signes de vie a changé son nom pour Moving Ahead, un hommage à son film As I Was Moving Ahead Occasionally I Saw Brief Glimpses of Beauty.
Moving Ahead vise à explorer les territoires frontières du septième art, entre nouvelles formes narratives et langage cinématographique novateur. Les œuvres de réalisateurs reconnus et émergents sont présentées en première mondiale ou internationale.

### Autres
En outre deux manifestations sont organisées de manière autonome et présentées dans le cadre du festival de Locarno :
- La Semaine de la critique : films documentaires (organisé par l’Association suisse des journalistes cinématographiques)
- Panorama Suisse : une sélection de films suisses déjà sortis en salle ou déjà présentés dans d’autres festivals internationaux, organisé par les Journées de Soleure, en collaboration avec l'Académie du cinéma suisse et SWISS FILMS.

Anciennes catégories :
- Concours vidéo (de 1996 à 2005) : remplacé dès 2006 par le Concorso Cineasti del presente.
- Ici et ailleurs : films documentaires ou de fictions présentant une vision originale du présent dans les domaines de la politique, l’histoire, la société ou les arts.

## Prix décernés

### Compétition internationale
- Léopard d'or (Pardo d'oro)
- Prix spécial du jury (Premio speciale della giuria)
- Léopard de la meilleure réalisation (Pardo per la migliore regia)
- Léopard de la meilleure interprétation masculine (Pardo per la miglior interpretazione maschile)
- Léopard de la meilleure interprétation féminine (Pardo per la miglior interpretazione femminile)

### Concours Cinéastes d'aujourd'hui
- Léopard d'or Cinéastes d'aujourd'hui (Pardo d'oro Cineasti del presente).
- Léopard du meilleur réalisateur émergent (Pardo per il miglior regista emergente).
- Prix spécial du jury Ciné+ Cinéastes d'aujourd'hui (Premio speciale della giuria Ciné+ Cineasti del presente).

### Léopards de demain
- Pardino d'oro pour le meilleur court métrage international.
- Pardino d'oro pour le meilleur court métrage suisse.
- Pardino d'argento Swiss Life pour le concours suisse. Prix pour un court métrage suisse.
- Pardino d'argento SRG SSR pour le concours international. Prix pour un court métrage international.
- Nomination de Locarno au prix du cinema européen - Prix Pianifica. Court métrage présenté par le Locarno Festival aux Prix du cinéma européen.
- Prix pour le meilleur espoir suisse. Attribué sous forme de bon pour des prestations techniques offri[pas clair] par Cinegrell, Visuals SA, Freestudios SA, Taurus Studio e Avant-première SA/Film Demnächst AG.
- Premio Medien Patent Verwaltung AG. Prix pour les sous-titres offri[pas clair] par Medien Patent Verwaltung AG. Au film gagnant il sera offri[pas clair] des sous-titre en trois langues européennes.

### Piazza Grande Awards
- Prix du public UBS. Depuis plus de 10 ans, UBS et le Festival del film Locarno ont l'honneur de distinguer un film plébiscité par le public. Parmi les précédents lauréats du "Prix du Public UBS" figurent notamment Joue-la comme Beckham, La Fiancée syrienne, La Vie des autres, Monsieur Lazhar, Lore, Gabrielle, Schweizer Helden, Fritz Bauer, un héros allemand et Moi, Daniel Blake.
- Variety Piazza Grande Award. Le prix est décerné à un film présenté en première mondiale ou internationale sur la Piazza Grande par un jury de critiques de la revue américaine Variety présents à Locarno. Le prix vise à récompenser le meilleur film qui combine qualité artistique et potentiel commercial en vue de promouvoir leur carrière internationale. Dans les années passées, le prix a été décerné à Marie Heurtin (2014) de Jean-Pierre Améris, à La belle saison (2015) de Catherine Corsini et à Moka de Frédéric Mermoud (2016).
- Swatch First Feature Awards. Soutenu de Swatch. Attribué aux meilleurs premiers films parmi ceux présentés dans les sections Concorso internazionale, nel Concorso Cineasti del presente, in Fuori concorso, in Signs of Life o in Piazza Grande.

### Prix spéciaux
- Léopard d'honneur Swisscom (Pardo d'onore Swisscom). Le pardo d'onore Swisscom récompense des réalisateurs de renom qui incarnent la conception du cinéma que défend le Festival del film Locarno depuis sa création. Pour plus de vingt ans il a été décerné à cinéastes comme Manoel de Oliveira, Bernardo Bertolucci, Ken Loach, Jean-Luc Godard, Terry Gilliam, Aleksandr Sokurov, William Friedkin, Alain Tanner, JIA Zhang-ke, Leos Carax, Werner Herzog, Agnès Varda, Michael Cimino et Marco Bellocchio (gagnant du Vela d'argento à Locarno en 1965).
- Excellence Award Moët&Chandon. Le prix a été réservé aux comédiens qui se sont illustrés sur la scène internationale. Depuis 2004, le Festival a ainsi payé hommage à Oleg Menchikov, Susan Sarandon, John Malkovich, Willem Dafoe, Carmen Maura, Michel Piccoli, Toni Servillo, Chiara Mastroianni, Isabelle Huppert, Charlotte Rampling, Gael García Bernal, Christopher Lee, Victoria Abril, Juliette Binoche, Giancarlo Giannini, Edward Norton et, en 2016, à Bill Pullman.
- Premio Raimondo Rezzonico. Le prix distingue les producteurs indépendants qui soutiennent le cinéma d'auteur. Au cours des dernières années, le prix a été décerné à Paulo Branco, Ruth Waldburger, Karl Baumgartner, Jeremy Thomas, Lita Stanic, Christine Vachon, Martine Marignac, Menahem Golan, Mike Medavoy, Arnon Milchan, Margaret Menegoz et Nansun Shi.
- Vision Award. Le prix Vision Award a été réservé à des personnalités qui, par leur travail en coulisses et leurs créations, ont contribué à élargir l'horizon du cinema. Après l'attribution à Douglas Trumbull, l'expert d'effets spéciaux, en 2013, la 67e édition du Festival a rendu hommage à l'Oscar lauréat Garrett Brown, créateur de la Steadicam. Depuis la remise au monteur et sound designer Walter Murch, en 2015, le prix a été décerné ensuite au compositeur e directeur d'orchestre canadien Howard Shore.
- Premio Cinema Ticino. Prix attribué tous les deux ans aux productions d'un personnage originaire du ou residente en Tessin depuis cinq ans.
- Pardo alla carriera. Reconnaissance attribué à des personnalités avec une carrière spéciale dans le monde du cinema.
- Lifetime Achievement Award. Le prix couronne des personnages à la carrière extraordinaire, à l'instar de Harrison Ford (2011), Alain Delon (2012), Jacqueline Bisset (2013), Armin Mueller-Stahl (2014) et Harvey Keitel (2016).

## Direction du festival

### Directeurs artistiques
- 1946-1958 : Riccardo Bolla
- 1960-1965 : Vinicio Beretta
- 1966 : Sandro Bianconi
- 1967-1970 : Sandro Bianconi, Freddy Buache
- 1971 : Commission de direction de sept tessinois
- 1972-1977 : Moritz de Hadeln
- 1978-1981 : Jean-Pierre Brossard
- 1982-1991 : David Streiff
- 1992-2000 : Marco Müller
- 2000-2005 : Irene Bignardi
- 2005-2009 : Frédéric Maire
- 2009-2012 : Olivier Père
- 2012-2018 : Carlo Chatrian
- 2018-2020 : Lili Hinstin
- 2020 : Nadia Dresti (ad interim)
- 2021- : Giona A. Nazzaro

### Présidents
- 1946-1955 : Camillo Beretta
- 1957-1962 : Enrico Franzoni
- 1963-1968 : Fernando Gaja
- 1970-1980 : Luciano Giudici
- 1981-1999 : Raimondo Rezzonico
- 2000-2023 : Marco Solari
- Depuis 2024 : Maja Hoffmann

### Directeurs opérationnels
- 2006-2013 : Marco Cacciamognaga
- 2013-2017 : Mario Timbal[5]
- 2017- : Raphaël Brunschwig[6]

## Images du festival

### Autres

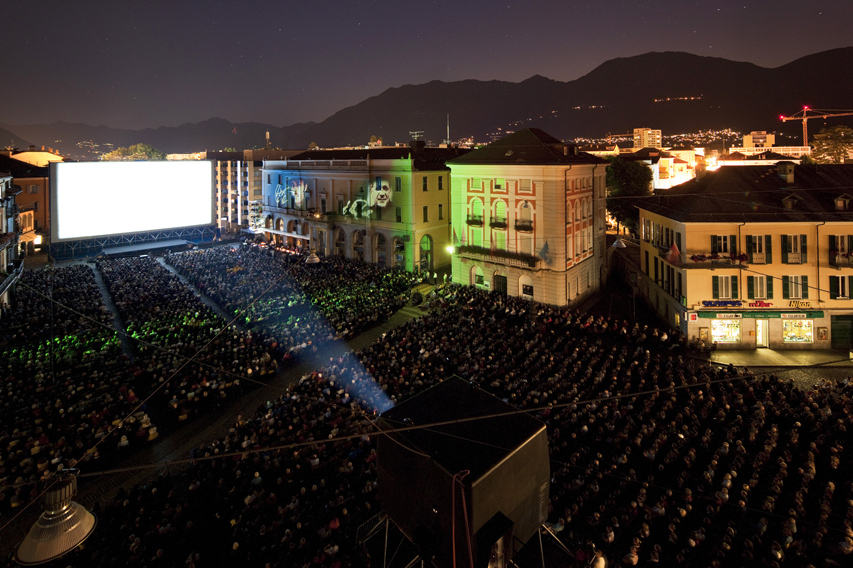
La Piazza Grande (it) lors d'une projection au festival.
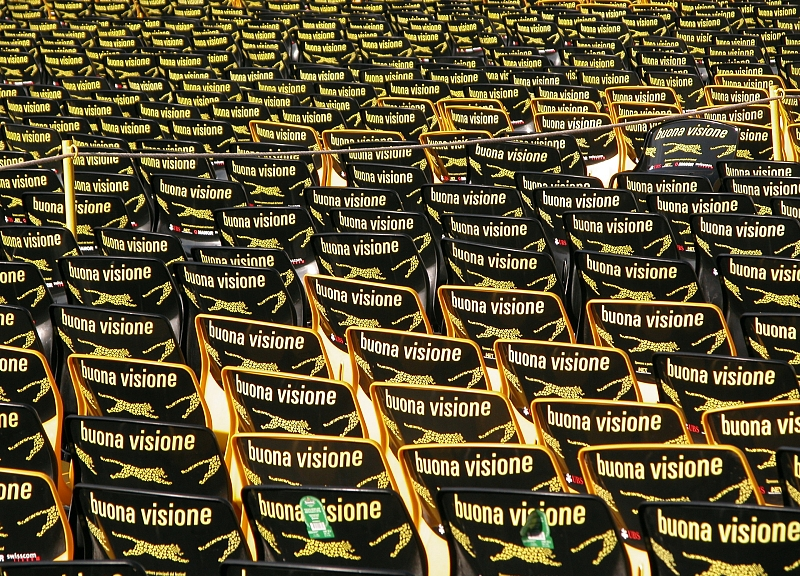
Chaises sur la Piazza Grande (it).
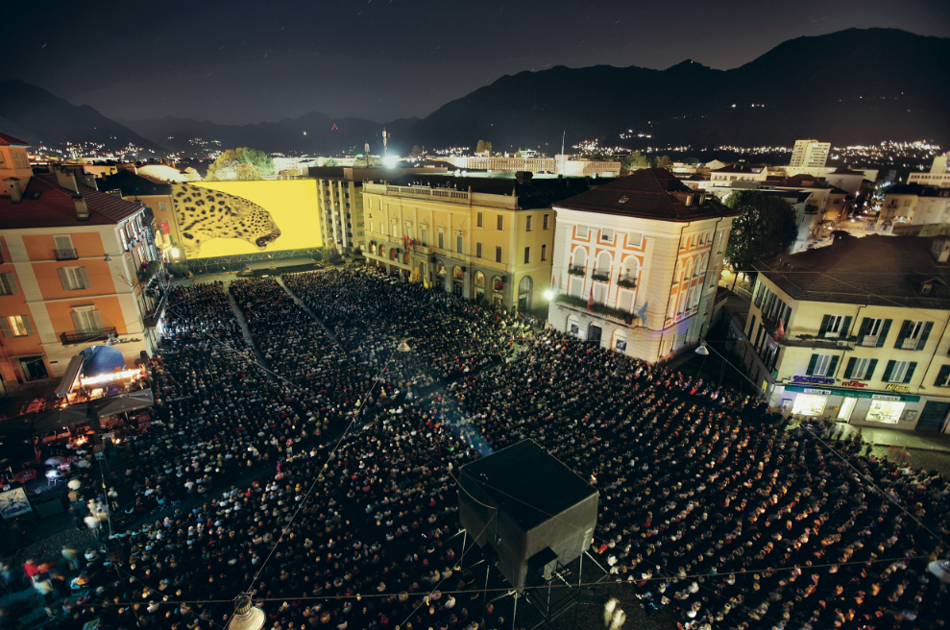
La Piazza Grande (it).
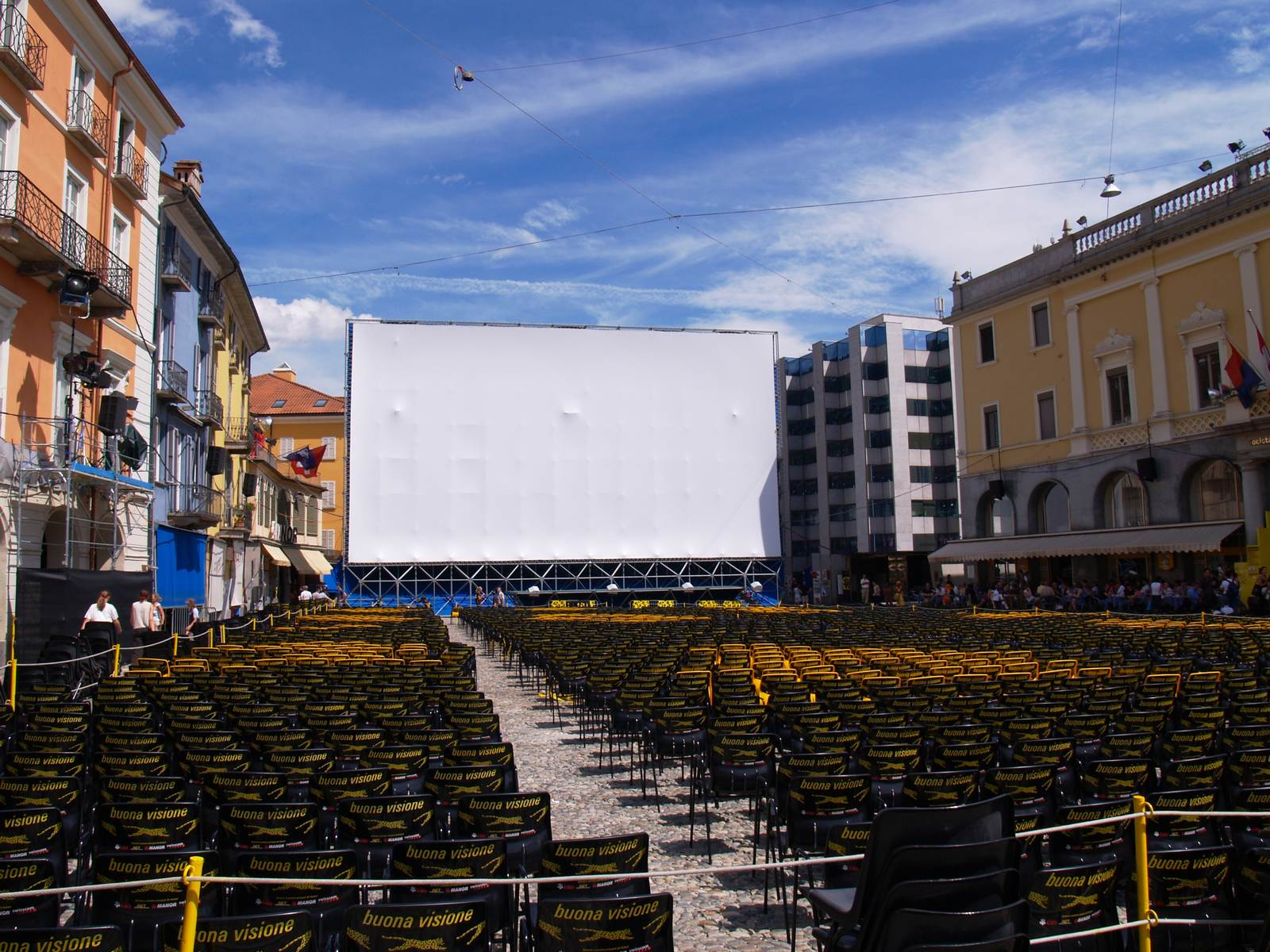
L'écran sur la Piazza Grande (it).
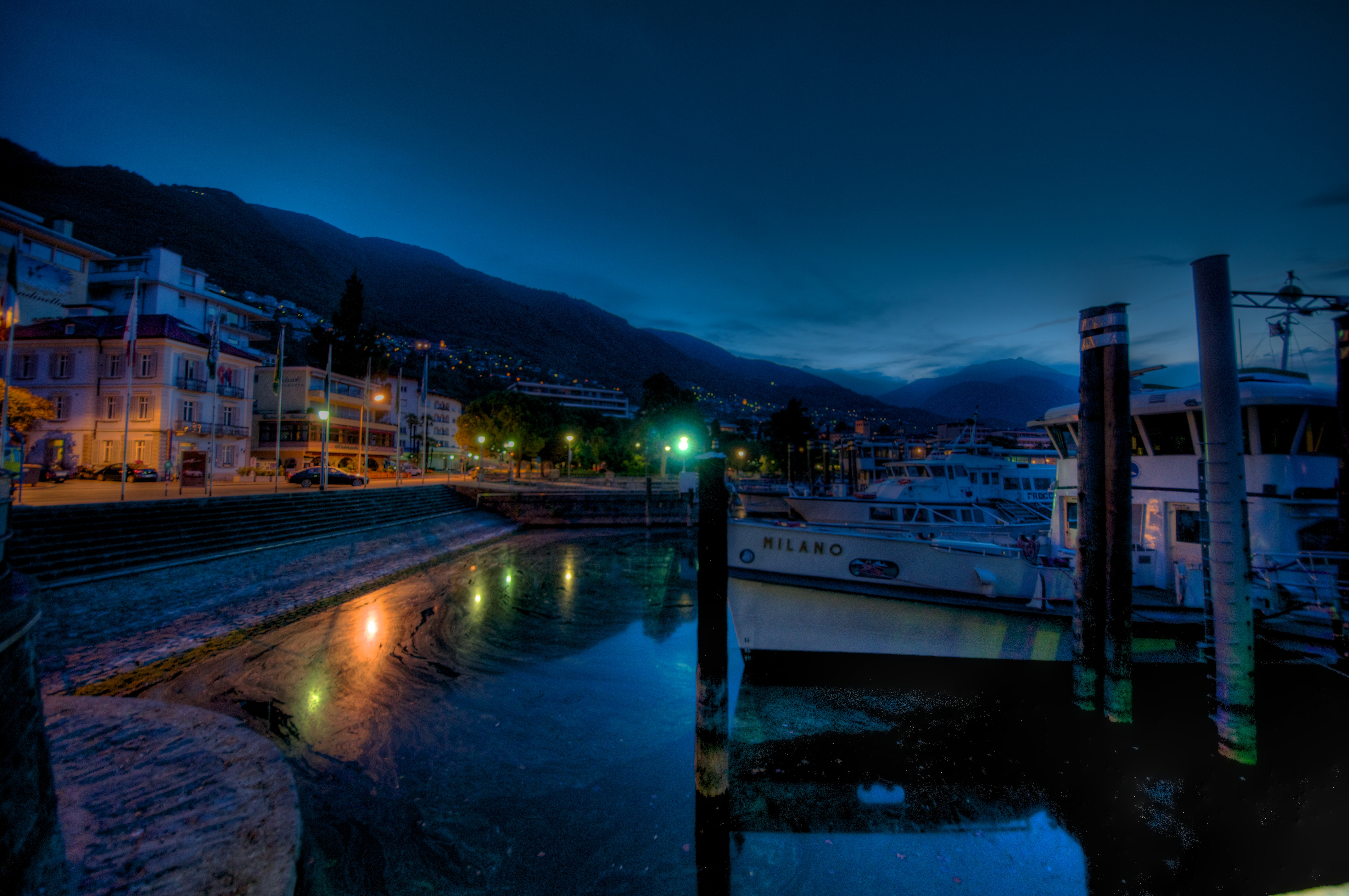
Locarno dans la nuit.
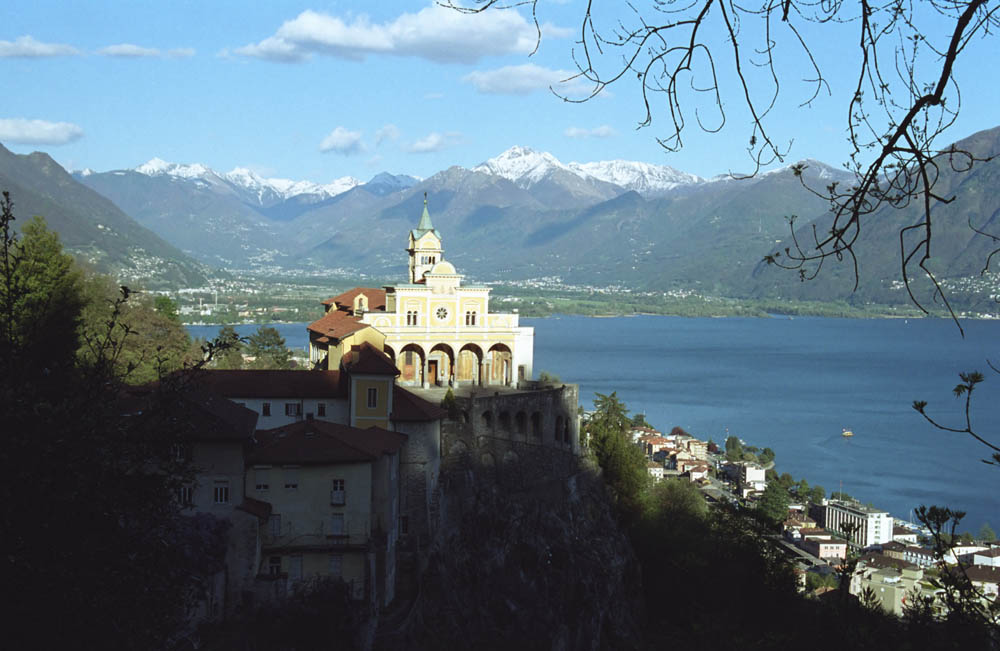
La région de Locarno, Madonna del Sasso.